# Hydroscaphidae
Die Hydroscaphidae sind eine Familie der Käfer (Coleoptera). Weltweit sind 13 Arten in drei Gattungen bekannt, in Europa leben davon zwei Arten.

## Merkmale

### Käfer
Die Käfer haben eine Körperlänge von einem bis zwei Millimetern. Ihr Körper ist spindelförmig (fusiform) und verjüngt sich zum Hinterleibsende, welches wie bei den Taumelkäfern (Gyrinidae) nicht von den Deckflügeln bedeckt wird. Ihr Körper ist dunkel gefärbt, glatt und mit sehr feinen Härchen überzogen. Der breite und kurze Kopf ist im Verhältnis zum restlichen Körper groß. Die Facettenaugen sind groß und treten nicht hervor, sondern sind in den seitlichen Rand des Kopfes eingebettet. Die Fühler sind etwa so lang, dass sie den hinteren Rand des Sternums am Prothorax erreichen. Sie sind bei der Gattung Scaphydra fünfgliedrig, ansonsten achtgliedrig. Das letzte Fühlersegment ist keulenförmig verdickt. Der Prothorax ist kurz, die Deckflügel sind verkürzt und hinten abgestutzt. Sie verdecken nur das erste bis dritte oder das erste bis vierte Tergit des Hinterleibes. Die Tarsen sind dreigliedrig. Der Hinterleib hat sechs sichtbare Ventrite am dritten bis achten Segment. Er verjüngt sich stark zum Hinterleibsende hin. Das zweite bis vierte Tergit ist charakteristisch anliegend behaart, die Segmente fünf bis acht sind sehr beweglich. Die Tergite und Sternite am fünften bis achten Hinterleibssegment sind seitlich verwachsen, sodass sie einen sklerotisierten Ring bilden. Das letzte, achte Sternit ist hinten spitz zulaufend.

### Larven
Die Präimaginalstadien der Gattung Yara sind bislang unbekannt. Die Larven der beiden anderen Gattungen haben wie auch die Imagines einen spindelförmigen Körper, der vorne breit ist und hinten spitz zuläuft. Die Tergite sind seitlich lang behaart. Der Kopf ist breiter als lang, trägt fünf Punktaugen (Ocelli) und hat teilweise nach vorne gerichtete Mundwerkzeuge. Die Fühler sind zweigliedrig und sehr kurz. Das Pronotum trägt gezähnte Schuppen. Die Beine haben sehr kräftige, einfache Klauen, die basal zwei abgeflachte Sporne tragen. Die Tergite am Thorax sowie das erste bis siebte Tergit am Hinterleib tragen am Hinterrand Reihen von lanzettförmigen Härchen.

### Puppe
Die Verpuppung erfolgt als bedeckte Puppe (Pupa obtecta), die in der Exuvie der letzten Larve verbleibt. Lediglich der hintere Teil des Thorax und die Hinterleibsbasis sind nach dem Aufbrechen der Larvenhaut sichtbar. Diese Teile sind stärker sklerotisiert als die nicht sichtbaren. Am ersten bis dritten Hinterleibssegment sind funktionsfähige Tracheen oder Tracheenkiemen ausgebildet.

## Vorkommen und Lebensraum
Die Gattung Hydroscapha ist im westlichen Nordamerika, Mexiko, Eurasien, Nordafrika, Südostasien und Madagaskar verbreitet, die Gattung Scaphydra kommt im Südosten Brasiliens und die Gattung Yara in Brasilien und Panama vor.
Sowohl die Larven als auch die Imagines sind verbreitet in Flüssen und Bächen an Algen zu finden, die mit einem dünnen Wasserfilm benetzt sind. Sie können in idealen Lebensräumen sehr zahlreich auftreten. Die Tiere bevorzugen offenbar schnell fließende und sauerstoffreiche Gewässer, können jedoch in verschiedenen Lebensräumen auftreten. Gelegentlich kann man die Käfer am sandigen Rand von Gewässern finden, Yara vanini wird regelmäßig in periodischen Wasserläufen nachgewiesen und wurde erstmals in feuchtem Schlamm entdeckt. Die Art ist jedoch auch in steinigen Bereichen und auf Moospolstern und Algen in Stromschnellen nachgewiesen. Die Imagines von Hydroscapha findet man gelegentlich unter Steinen in schnell fließenden Gewässern bis in einer Tiefe von einem Meter im Boden. Die Hydroscaphidae besiedeln Gewässer mit einer großen Bandbreite von Temperaturen. Man findet sie sowohl in heißen Quellen, wie etwa in Arizona, als auch in kalten Gewässern, wie dem Amargosa River in Nevada.

## Lebensweise
Soweit bislang bekannt, ernähren sich Larven und Imagines von Algen. Über die Entwicklung der Tiere ist nur wenig bekannt. Die Weibchen von Hydroscapha legen gleichzeitig nur ein großes Ei ab. Die Verpuppung erfolgt in jenem Gewässer, in dem die letzte Larvenhäutung stattgefunden hat. Die Käfer breiten sich auch fliegend aus, was durch Funde in Schwimmbecken nachgewiesen werden konnte.

## Taxonomie und Systematik
Die Familie ist durch den spindelförmigen Körperbau mit breiten Kopf und Thorax und sich deutlich verjüngendem Hinterleib sowohl bei den Larven als auch bei den Imagines charakterisiert. Die Imagines unterscheiden sich von den übrigen Käferfamilien durch ihre ringförmig sklerotisierten, stark beweglichen fünften bis achten Hinterleibssegmente und die charakteristische anliegende Behaarung am dritten und vierten Hinterleibstergit. Die beiden Gattungen Scaphydra und Yara stehen zueinander in einem Schwesterverhältnis, welches durch die gegabelte Apophyse mit langgestrecktem Schaft begründet wird, welche an der basalen Verdickung des Aedeagus einlenkt. Zwei Arten der Familie sind aus Europa bekannt:
- Hydroscapha crotchi Sharp, 1874
- Hydroscapha granulum (Motschulsky, 1855)